# Chesney Hawkes

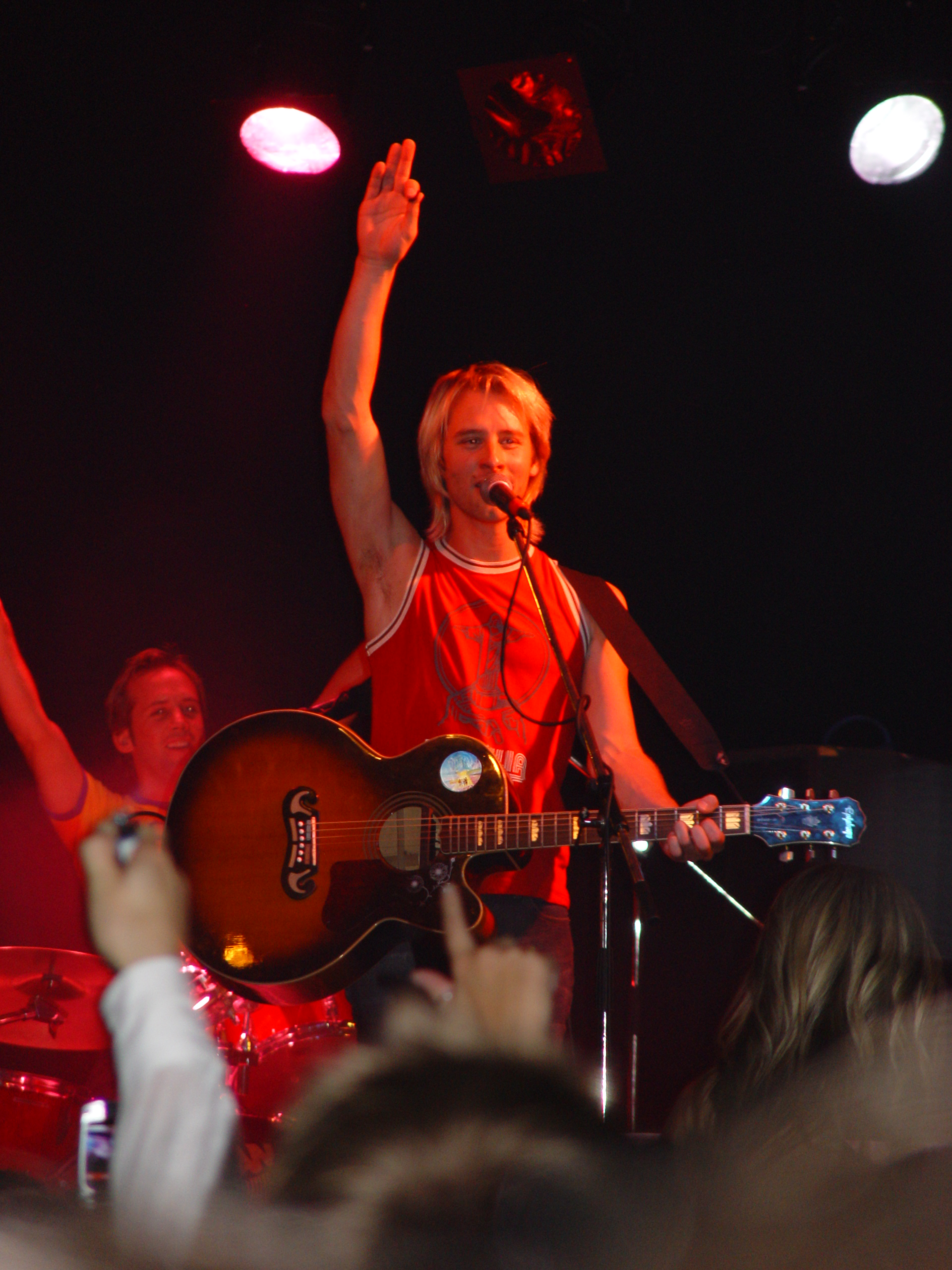
Chesney Hawkes (2004)

Chesney Lee Hawkes (* 22. September 1971 in Windsor, Berkshire, England) ist ein britischer Popsänger und gelegentlicher Schauspieler. Er wurde vor allem durch seine Single The One and Only und den dazugehörigem Film Buddy’s Song bekannt. Die Anfang 1991 veröffentlichte Single wurde geschrieben und produziert von Nik Kershaw, einem langjährigen Freund der Familie Hawkes.

## Leben
Chesneys Eltern sind der ehemalige Sänger der Tremeloes, Leonard „Chip“ Hawkes und die Schauspielerin Carol Dilworth, bekannt aus dem Film Gänsehaut. Chesney hat eine Schwester, Keely, die 1993 selbst als Popsängerin ein Album mit mäßigem Erfolg veröffentlichte und einen Bruder namens Jodie, der in Chesneys Band am Schlagzeug sitzt. Benannt wurde Chesney nach dem Komiker Chesney Allen.
Hawkes ist seit dem 4. Juli 1997 verheiratet und Vater von drei Kindern.

## Karriere

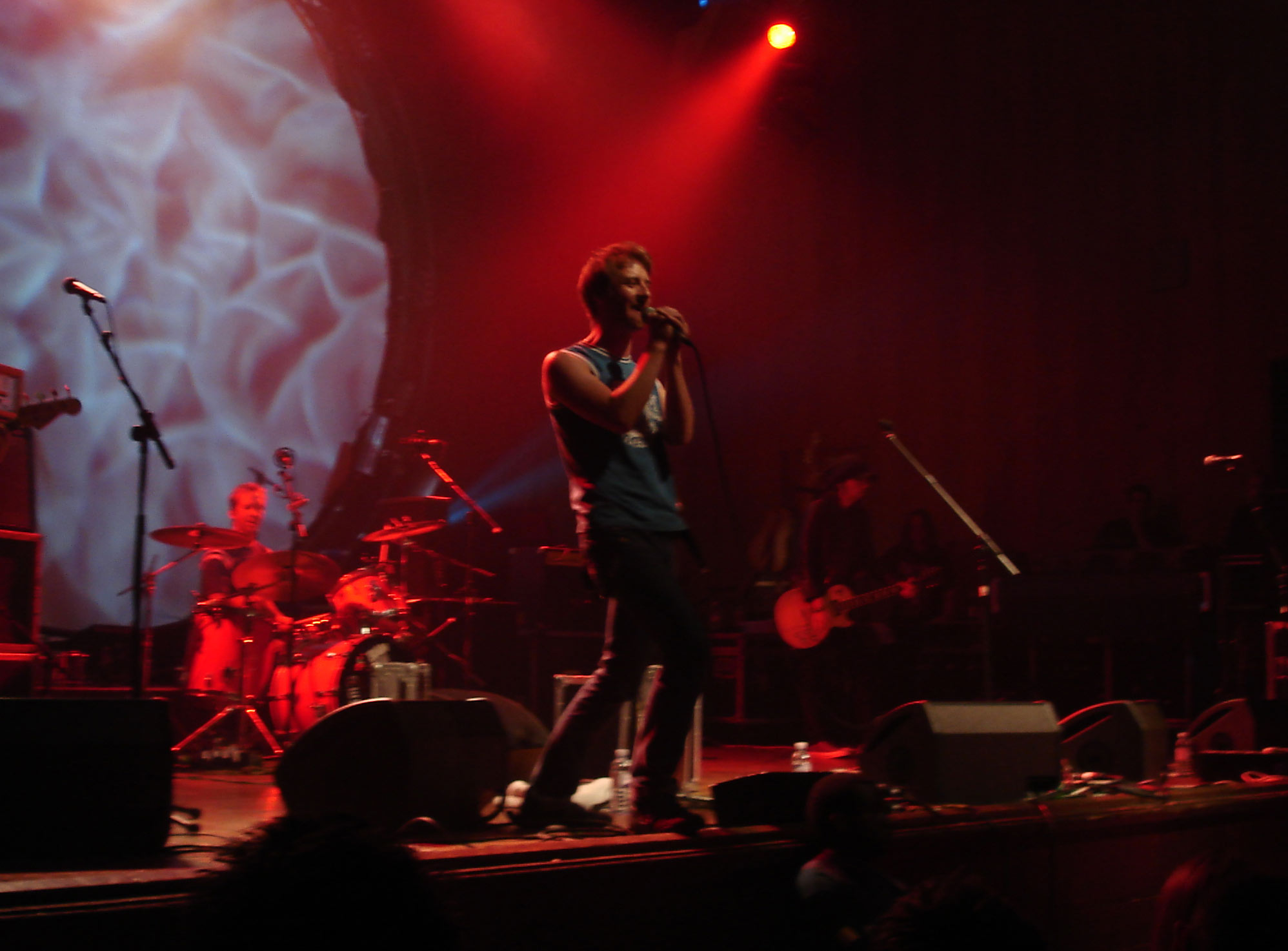
Chesney Hawkes (2008)

### 1991–1992: Erfolg durch Musik und Film
Hawkes’ Karriere begann Anfang 1991 an der Seite des The-Who-Frontmanns Roger Daltrey in dem Film Buddy’s Song, in dem er die Titelrolle spielte. Kurz nach Veröffentlichung des Films brachte er seine bekannteste Single The One and Only heraus, die fünf Wochen lang die britischen Charts anführte. Das Lied wurde von Nik Kershaw geschrieben. Mit weiteren Singleauskoppelungen wie I’m a Man Not a Boy oder Secrets of the Heart konnte er sich zwar weiter in den Charts halten, doch den Erfolg von The One and Only nicht mehr erreichen. In diesen zwei Jahren tourte Hawkes mit seiner Band durch die ganze Welt.

### 1993–2001: Zweites Album und Kreativpause
Mitte 1993 veröffentlichte Chesney Hawkes sein zweites Album Get the Picture. Es dauerte dann fast neun Jahre, bis man, wenn auch nur in einigen Teilen Englands, wieder musikalisch von Hawkes hörte. Ende 2001 erschien die Single Stay Away Baby Jane, die wenig erfolgreich war.

### Seit 2005: Rückkehr durch TV-Formate
Im März 2005 machte der britische Sender Channel 4 Hawkes das Angebot in der 3. Staffel der Sendung The Games mitzuspielen, in welcher sich zehn Prominente wie Melanie C in olympischen Disziplinen miteinander messen müssen. Auf das Angebot von Channel 4 folgte im April desselben Jahres ein weiteres TV-Angebot des britischen Senders ITV, welches Hawkes die Chance auf einen Plattendeal ermöglichte. In Hit Me Baby One More Time, einer Art Comeback-Show, schaffte er es zwar bis ins Finale, doch er verlor gegen Shakin’ Stevens.
Trotzdem brachte Hawkes noch im selben Jahr die Single Another Fine Mess auf den Markt, welche bis auf Platz 48 der UK-Charts stieg. Anfang 2008 brachte Hawkes mit Sargent Poppy Records (seiner eigenen Plattenfirma) das Album Another Fine Mess heraus.
Am 26. April 2020 nahm Hawkes als Robot an einer Spezial-Ausgabe der britischen Version von The Masked Singer teil. Aufgrund COVID-bedingter, landesweiter Ausgangsbeschränkungen wurden Jonathan Ross und Davina McCall, Mitglieder des Rateteams der Sendung, von ihren jeweiligen Wohnsitzen aus in die Wohnung des Moderators Joel Dommett geschaltet. Sie hörten sich die ebenfalls per Videoschalte dargebotenen Gesangseinlagen dreier maskierter Sänger an, mussten über deren Platzierungen entscheiden und kürten schließlich Hawkes zum Sieger.
2025 erschien sein Album Living Arrows mit den Singles Get a Hold of Yourself, Live Forever und LOUD!. Anschließend tourte er als Support Act von James Blunt durch Europa.

## Projekte

### Hawks/Alexander/Hawkes
Zusammen mit dem englischen Comedian Tony Hawks und Ash Alexander wurde die Idee für Hawks/Alexander/Hawkes ins Leben gerufen. Gemeinsam schreiben sie zumeist weniger ernstzunehmende Texte. Auf der offiziellen MySpace-Seite von Hawks/Alexander/Hawkes kann man sich einige Lieder anhören und einen Kurzfilm ansehen.

### Songwriting
Hawkes machte sich als Songwriter für A1, Caprice, Triple Eight, Jamie Benson, Bare jr. und Tricky einen Namen. Er schrieb die Single Wasted für Jennifer Paige, die damit (nach ihrem Hit Crush) ihr Comeback versuchte. Für das Album To Be Frank von Nik Kershaw schrieb er das Lied Jane Doe.

## Diskografie
| Jahr | Titel             | Höchstplatzierung, Gesamtwochen, AuszeichnungChartplatzierungen (Jahr, Titel, Platzierungen, Wochen, Auszeichnungen, Anmerkungen) | Höchstplatzierung, Gesamtwochen, AuszeichnungChartplatzierungen (Jahr, Titel, Platzierungen, Wochen, Auszeichnungen, Anmerkungen) | Höchstplatzierung, Gesamtwochen, AuszeichnungChartplatzierungen (Jahr, Titel, Platzierungen, Wochen, Auszeichnungen, Anmerkungen) | Höchstplatzierung, Gesamtwochen, AuszeichnungChartplatzierungen (Jahr, Titel, Platzierungen, Wochen, Auszeichnungen, Anmerkungen) | Anmerkungen                                                                   |
| Jahr | Titel             | DE | AT | CH | UK | Anmerkungen                                                                   |
| ---- | ----------------- | --- | --- | --- | --- | ----------------------------------------------------------------------------- |
| 1991 | Buddy’s Song      | DE28 (16 Wo.)DE | AT2 Gold · (14 Wo.)AT | CH25 (7 Wo.)CH | UK18 Silber · (8 Wo.)UK | in USA als The One and Only veröffentlicht; Soundtrack zum gleichnamigen Film |
| 1993 | Get The Picture   | — | — | — | — | nur in Europa veröffentlicht                                                  |
| 2008 | Another Fine Mess | — | — | — | — |                                                                               |
| 2009 | Me, My Mouse & I  | — | — | — | — |                                                                               |
| 2012 | Real Life Love    | — | — | — | — |                                                                               |

### Kompilationen
- 2005: The Very Best Of (nur in UK veröffentlicht)

### Singles
| Jahr | Titel Album                                    | Höchstplatzierung, Gesamtwochen, AuszeichnungChartplatzierungen (Jahr, Titel, Album, Platzierungen, Wochen, Auszeichnungen, Anmerkungen) | Höchstplatzierung, Gesamtwochen, AuszeichnungChartplatzierungen (Jahr, Titel, Album, Platzierungen, Wochen, Auszeichnungen, Anmerkungen) | Höchstplatzierung, Gesamtwochen, AuszeichnungChartplatzierungen (Jahr, Titel, Album, Platzierungen, Wochen, Auszeichnungen, Anmerkungen) | Höchstplatzierung, Gesamtwochen, AuszeichnungChartplatzierungen (Jahr, Titel, Album, Platzierungen, Wochen, Auszeichnungen, Anmerkungen) | Höchstplatzierung, Gesamtwochen, AuszeichnungChartplatzierungen (Jahr, Titel, Album, Platzierungen, Wochen, Auszeichnungen, Anmerkungen) | Anmerkungen |
| Jahr | Titel Album                                    | DE | AT | CH | UK | US | Anmerkungen |
| ---- | ---------------------------------------------- | --- | --- | --- | --- | --- | ----------- |
| 1991 | The One and Only Buddy’s Song                  | DE8 (24 Wo.)DE | AT1 (15 Wo.)AT | CH4 (15 Wo.)CH | UK1 Gold · (16 Wo.)UK | US10 (20 Wo.)US |             |
| 1991 | I’m A Man, Not A Boy Buddy’s Song              | DE44 (13 Wo.)DE | — | CH28 (2 Wo.)CH | UK27 (5 Wo.)UK | — |             |
| 1991 | Secrets Of The Heart Buddy’s Song              | DE68 (7 Wo.)DE | — | — | UK57 (3 Wo.)UK | — |             |
| 1993 | What’s Wrong with This Picture Get The Picture | DE71 (7 Wo.)DE | AT29 (1 Wo.)AT | — | UK63 (1 Wo.)UK | — |             |
| 2002 | Stay Away Baby Jane Another Fine Mess          | — | — | — | UK74 (1 Wo.)UK | — |             |
| 2005 | Another Fine Mess                              | — | — | — | UK48 (1 Wo.)UK | — |             |

Weitere Singles
- 1993: Missing you Already (nur in den Niederlanden als Single veröffentlicht)
- 1994: Black Or White People (nur in den Niederlanden als Single veröffentlicht)

## Auszeichnungen für Musikverkäufe
| Goldene Schallplatte - Schweden - 1991: für die Single The One and Only |

Anmerkung: Auszeichnungen in Ländern aus den Charttabellen bzw. Chartboxen sind in ebendiesen zu finden.
| Land/RegionAuszeichnungen für Musikverkäufe (Land/Region, Auszeichnungen, Verkäufe, Quellen) | Silber  | Gold     | Platin | Verkäufe | Quellen              |
| -------------------------------------------------------------------------------------------- | ------- | -------- | ------ | -------- | -------------------- |
| Österreich (IFPI)                                                                            | —       | Gold1    | —      | 25.000   | ifpi.at              |
| Schweden (IFPI)                                                                              | —       | Gold1    | —      | 25.000   | sverigetopplistan.se |
| Vereinigtes Königreich (BPI)                                                                 | Silber1 | Gold1    | —      | 460.000  | bpi.co.uk            |
| Insgesamt                                                                                    | Silber1 | 3× Gold3 | —      |          |                      |

## Filmografie
- 1991: Buddy’s Song (als Buddy)
- 1997: Prinz Eisenherz (als Handlanger)